# Liste der Kulturgüter in Beatenberg
Die Liste der Kulturgüter in Beatenberg enthält alle Objekte in der Gemeinde Beatenberg im Kanton Bern, die gemäss der Haager Konvention zum Schutz von Kulturgut bei bewaffneten Konflikten, dem Bundesgesetz vom 20. Juni 2014 über den Schutz der Kulturgüter bei bewaffneten Konflikten sowie der Verordnung vom 29. Oktober 2014 über den Schutz der Kulturgüter bei bewaffneten Konflikten unter Schutz stehen.
Objekte der Kategorie A sind im Gemeindegebiet nicht ausgewiesen, Objekte der Kategorie B sind vollständig in der Liste enthalten, Objekte der Kategorie C fehlen zurzeit (Stand: 15. Januar 2024). Unter übrige Baudenkmäler sind geschützte Objekte zu finden, die im Bauinventar des Kantons Bern als «schützenswert» verzeichnet sind.

## Kulturgüter
| Foto |                                                                                              | Objekt                                                                                             | Kat. | Typ | Standort                                          | Beschreibung |
| ---- | -------------------------------------------------------------------------------------------- | -------------------------------------------------------------------------------------------------- | ---- | --- | ------------------------------------------------- | --- |
| ja   | Datei hochladen · Wikidata zu St. Beatus-Höhlen (Q664463)                                    | Ehemaliges Gasthaus «Waldhaus», Fabelhäuschen, Kreuzgang, Parkanlage (Beatushöhlen) KGS-Nr.: 00599 | B    | G   | Sundlauenen, Staatsstrasse 30–34b 626264 / 170449 | Verbund von Tropfsteinhöhlen. Vor dem Eingangsbereich ausgedehnte, historistisch anmutende Parkanlage, angelegt 1905 entlang eines verzweigten Bachlaufes. Kreuzgang von 1906 mit kurzem Säulengang und Glockentürmchen.                                                                                 |
| ja   | Datei hochladen · Wikidata zu Reformierte Kirche mit Pfarrhaus und Pfrundscheune (Q29651642) | Reformierte Kirche mit Pfarrhaus und Pfrundscheune KGS-Nr.: 00600                                  | B    | G   | Spirenwaldstrasse 413, 415, 415b 626985 / 171679  | Massive Saalkirche von 1673 mit rechteckigem Chorabschluss. Leicht geknicktes Satteldach mit Firstreiter unter polygonalem Helm mit krönender Kugel und Stange. Teil eines architekturhistorisch bedeutenden Ensembles mit stattlichem Pfarrhaus von 1751, Ofenhaus von 1810 und Pfrundscheune von 1811. |

## Übrige Baudenkmäler
Hinweis: Anstelle der KGS-Nummer wird als Objekt-Identifikator (ID) die Grundstücksnummer verwendet.
| ID         | Foto |                                                              | Objekt                                     | Typ | Standort                                           | Beschreibung |
| ---------- | ---- | ------------------------------------------------------------ | ------------------------------------------ | --- | -------------------------------------------------- | ------------ |
| 43         | BW   | Datei hochladen                                              | Wohnhaus für Handwerker (1805)             | G   | Stapfe 8 628934 / 171793                           |              |
| 61         | BW   | Datei hochladen                                              | Bauernhaus (1695)                          | G   | Amisbühlstrasse 2 628642 / 172346                  |              |
| 86         | BW   | Datei hochladen · Wikidata zu Pfarrhaus (Q113645793)         | Pfarrhaus (1751)                           | G   | Spirenwaldstrasse 415 626958 / 171676              |              |
| 86         | BW   | Datei hochladen                                              | Ehemaliges Ofenhaus (um 1810)              | G   | Spirenwaldstrasse 415a 626947 / 171662             |              |
| 86         | BW   | Datei hochladen · Wikidata zu Pfrundscheune (Q113645869)     | Pfrundscheune (um 1811)                    | G   | Spirenwaldstrasse 415b 626947 / 171662             |              |
| 226        | BW   | Datei hochladen                                              | Ehemaliges Schulhaus (1828)                | G   | Schmockenstrasse 142 625884 / 171010               |              |
| 230        | ja   | Datei hochladen · Wikidata zu Bauernhaus (1625) (Q113141338) | Bauernhaus (1625)                          | G   | Spirenwaldstrasse 164 627430 / 172147              |              |
| 240        | BW   | Datei hochladen                                              | Skilift (1966)                             | X   | Waldegg N.N. 629166 / 172826                       |              |
| 363        | BW   | Datei hochladen                                              | Bauernhaus (1751)                          | G   | Schmockenstrasse 188 625727 / 171118               |              |
| 364; 593   | BW   | Datei hochladen                                              | Bauernhaus (16. Jh.)                       | G   | Schmockenstrasse 234–236 625329 / 171028           |              |
| 400        | BW   | Datei hochladen                                              | Wohnhaus «Alpenveilchen» (1905)            | G   | Schmockenstrasse 148 625855 / 171020               |              |
| 411        | BW   | Datei hochladen                                              | Ehemaliges Bauernhaus (1824)               | G   | Riedbodenstrasse 80 626167 / 171355                |              |
| 423        | BW   | Datei hochladen                                              | Ehemaliges Bauernhaus (1811)               | G   | Spirenwaldstrasse 368 627041 / 171752              |              |
| 751        | BW   | Datei hochladen                                              | Bauernhaus (1771)                          | G   | Waldeggstrasse 188 629180 / 171960                 |              |
| 979        | BW   | Datei hochladen                                              | Kutscherhaus (1891)                        | G   | Sundlauenen, Staatsstrasse 33 626240 / 170317      |              |
| 979        | ja   | Datei hochladen                                              | Landsitz Lerow (1814)                      | G   | Sundlauenen, Staatsstrasse 43, 43a 626158 / 170249 |              |
| 996        | BW   | Datei hochladen                                              | Käsespeicher (1823)                        | G   | Spirenwaldstrasse 67a, 69a 627855 / 172334         |              |
| 1154       | BW   | Datei hochladen                                              | Hotel Schweizerhof (1895)                  | G   | Spirenwaldstrasse 356 627109 / 171810              |              |
| 1154; 1473 | BW   | Datei hochladen                                              | Wohnhaus (1843)                            | G   | Spirenwaldstrasse 354a, 356a 627171 / 171881       |              |
| 1154       | BW   | Datei hochladen                                              | Ehemalige Wasserheilanstalt (1904)         | G   | Spirenwaldstrasse 356c 627142 / 171860             |              |
| 1154       | BW   | Datei hochladen                                              | Angestelltenwohnhaus und Dependance (1895) | G   | Spirenwaldstrasse 356k 627077 / 171779             |              |
| 1268       | BW   | Datei hochladen                                              | Wohn- und Geschäftshaus (1903)             | G   | Spirenwaldstrasse 278 627272 / 172006              |              |
| 1472       | BW   | Datei hochladen                                              | Ehemaliges Schulhaus (1880)                | G   | Schmockenstrasse 140 625894 / 171011               |              |
| 2444       | BW   | Datei hochladen                                              | Bauernhaus (2. Hälfte 17. Jh.)             | G   | Stapfe 6 628930 / 171727                           |              |